# 化物語 音楽全集Songs&Soundtracks
『化物語 音楽全集Songs&Soundtracks』（ばけものがたり おんがくぜんしゅう ソングス アンド サウンドトラックス）は、西尾維新原作のテレビアニメ『化物語』の主題歌集。CD2枚組。

## 概要
パッケージ未収録のBGMも含む、アニメ『化物語』で使用された主題歌・BGMを全て網羅したサウンドトラック。ジャケットイラストは渡辺明夫の描き下ろしである。

## 収録曲
- 作曲・編曲：神前暁（特記除く）
- 作詞（#2-6）：meg rock

### Disc1
1. 豫告 - 挿入曲
2. staple stable - 「ひたぎクラブ」オープニングテーマ
歌：戦場ヶ原ひたぎ（斎藤千和）
3. 帰り道 - 「まよいマイマイ」オープニングテーマ
歌：八九寺真宵（加藤英美里）
4. ambivalent world - 「するがモンキー」オープニングテーマ
歌：神原駿河（沢城みゆき）
5. 恋愛サーキュレーション - 「なでこスネイク」オープニングテーマ
歌：千石撫子（花澤香菜）
6. sugar sweet nightmare - 「つばさキャット」オープニングテーマ
歌：羽川翼（堀江由衣）
7. 序章 - 挿入曲
8. 深窓の令嬢 - 挿入曲
9. 道聴塗説 - 挿入曲
10. 羽川翼の場合 - 挿入曲
11. 観念 - 挿入曲
12. 戦争 - 挿入曲
13. クラスメイト - 挿入曲
14. 街談巷説 - 挿入曲
15. 廃墟 - 挿入曲
16. 修験道 - 挿入曲
17. 神域 - 挿入曲
18. 素敵滅法 - 挿入曲
19. 毒舌 - 挿入曲
20. 結界 - 挿入曲
21. 外法 - 挿入曲
22. 浄化 - 挿入曲
23. 重し蟹 - 挿入曲
24. 表裏 - 挿入曲
25. 以下、回想 - 挿入曲
26. 「戦場ヶ原、蕩れ」 - 挿入曲
27. 君の知らない物語 - エンディングテーマ
作詞・作曲・編曲：ryo、歌：supercell
28. 次回、ひたぎクラブ - 挿入曲
29. 言葉の暴力 - 挿入曲
30. 吹き溜まり - 挿入曲
31. けだもの - 挿入曲

### Disc2
1. 雑多坩堝 - 挿入曲
2. 散歩 - 挿入曲
3. 日曜日 - 挿入曲
4. 人畜 - 挿入曲
5. 戯言 - 挿入曲
6. 言い訳 - 挿入曲
7. 八九寺真宵の場合 - 挿入曲
8. 逢う魔が刻 - 挿入曲
9. 殺風景 - 挿入曲
10. 渦 - 挿入曲
11. ファーストタッチ - 挿入曲
12. 戦場ヶ原ひたぎの場合 - 挿入曲
13. 迷い牛 - 挿入曲
14. 「ただいまっ、帰りましたっ」 - 挿入曲
15. 次回、まよいマイマイ - 挿入曲
16. 放浪者 - 挿入曲
17. バカロリート - 挿入曲
18. 神原駿河の場合 ~全裸~ - 挿入曲
19. 神原駿河の場合 ~着衣~ - 挿入曲
20. レイニー・デヴィル - 挿入曲
21. 「戦場ヶ原先輩」 - 挿入曲
22. 次回、するがモンキー - 挿入曲
23. 千石撫子の場合 - 挿入曲
24. 「暦お兄ちゃん」 - 挿入曲
25. 蛇切縄 - 挿入曲
26. 次回、なでこスネイク - 挿入曲
27. 輔翼 - 挿入曲
28. 思案中 - 挿入曲
29. 色ボケ猫 - 挿入曲
30. 父親 - 挿入曲
31. 星空 - 挿入曲
32. 頭痛 - 挿入曲
33. 障り猫 - 挿入曲
34. 「私、嘘なんかついたことがないもの」 - 挿入曲
35. 翌朝 - 挿入曲
36. お人よし - 挿入曲
37. 次回、つばさキャット - 挿入曲
38. デート - 挿入曲
39. 普通最高 - 挿入曲